# Tacheng
Cette page contient des caractères spéciaux ou non latins. S’ils s’affichent mal (▯, ?, etc.), consultez la page d’aide Unicode.
Tacheng (chinois : 塔城市 ; pinyin : tǎchéng shì ; ouïghour : چۆچەك / Çöçek ; kazakh : شاۋەشەك / Шәуешек / Şäwesek), est une ville de la région autonome du Xinjiang en Chine. C'est une ville-district, chef-lieu de la préfecture de Tacheng. Elle est une quinzaine de kilomètres de la frontière avec le Kazakhstan.
Le nom ouighour de la préfecture de Tacheng est Tarbaghatay (塔城地區, tǎchéng dìqū ; ouïghour : تارباغاتاي ۋىلايىتى / Tarbaghatay wilayiti ; kazakh : تارباعاتاي ايماعى / Тарбағатай аймағы / Tarbağatay aymağı) ce nom est parfois donné à la ville elle-même. La ville a été aussi appelée en Europe Chuguchak / Tchougoutchak déformation de son nom turc/ouïghour Çöçek.

## Démographie
La population du district était de 146 511 habitants en 1999.
C'est de cette ville que s'élance chaque année le Taklimakan Rally.